# Jet Connection
Jet Connection Businessflight war eine deutsche Charterfluggesellschaft mit Sitz am Flughafen Frankfurt. Sie war in den Bereichen Privat- und Geschäftsflugverkehr tätig. Des Weiteren betrieb Jet Connection aber auch Ambulanzflüge und weltweite Krankenrückholtransporte.

## Geschichte
Das Unternehmen wurde gegen Ende 1997 von Rainer Wenz gegründet. Es betrieb eine eigene Wartungshalle am Frankfurter Flughafen. Am 30. Oktober 2008 wurde ein Insolvenzverfahren eröffnet.
Nach Insolvenzantragstellung konnte der Geschäftsbetrieb aufgrund einer behördlichen Verfügung nicht fortgesetzt werden und musste daher eingestellt werden.

## Flotte
Vor der Betriebseinstellung bestand die Flotte aus folgenden Flugzeugen:
- 4 Learjet 60
- 1 Bombardier Challenger 604

## Zwischenfälle
- Am 26. Dezember 2007 stürzte eine Challenger 604 mit dem Luftfahrzeugkennzeichen D-ARWE kurz nach dem Start in Almaty (Kasachstan) in eine Mauer und ging in Flammen auf. Ein Pilot kam ums Leben, mehrere Personen, darunter der Unternehmer Lars Windhorst, wurden schwer verletzt. Die Unfallursache soll Vereisung der Maschine gewesen sein.[1] In der Folge geriet das Unternehmen in wirtschaftliche Schwierigkeiten.